# Masca bicolora
Masca bicolora là một loài bướm đêm trong họ Erebidae.